# Assemblée générale de l'Union astronomique internationale de 1958
10e assemblée générale de l'Union astronomique internationale
La 10e assemblée générale de l'Union astronomique internationale s'est tenue en août 1958 à Moscou, en Union soviétique.